# Ћин Хајанг
Ћин Хајанг (кин: 秦海洋, пинјин: Qin Haiyang; 17. мај 1999) кинески је пливач чија специјалност су трке прсним стилом на 100 m.

## Спортска каријера
Ћин је међународну пливачку каријеру на великим такмичењима започео на светском првенству у Будимпешти 2017. где је у финалу трке на 200 мешовито заузео високо шесто место. Прве медаље у каријери, две бронзе и злато, освојио је годину дана касније, на Азијским играма у Џакарти. Нешто касније исте године осваја и своју прву медаљу на светским првенствима, сребро у трци на 200 прсно на светском првенству у малим базенима у Хангџоуу.
Ћин је наступио и на светском првенству у корејском Квангџуу 2019, али није успео да се пласира у финале трке на где је
200 прсно, једине дисциплине у којој се такмичио.